# Polycentropus kingi
Polycentropus kingi is een schietmot uit de familie Polycentropodidae. De soort komt voor in het Palearctisch gebied.